# Ammonactis
Genre
Ammonactis est un genre de la famille des Edwardsiidae.

## Liste des sous-genres et espèces
Selon World Register of Marine Species (12 janvier 2023) :
- Ammonactis (Edwardsia)
- Ammonactis (Edwardsia) rubricollum Verrill
- Ammonactis rubricollum Verrill

## Systématique
Le nom valide complet (avec auteur) de ce taxon est Ammonactis Verrill, 1865.

## Publication originale
- Verrill AE. (1866). Classification of polyps (extract condensed from Synopsis of the Polyps and Corals of the North Pacific Exploring Expedition under Commodore C. Ringgold and Captain John Rodgers, U.S.N.). Communications of the Essex Institute. 4: 145–152. lire